# 特絲·安東尼
特絲·安東尼-德·拿騷（英語：Tessy Antony-de Nassau，1985年10月28日—），卢森堡前王室成員和社会活动家。

## 婚姻與家庭
婚前，她在卢森堡军队服役。
服役期间认识了路易王子并在2006年3月在瑞士诞下两人的长子加布里埃爾。特絲和路易在同年9月结婚，而王子放棄自己與後代的繼承權，但仍保留盧森堡王子頭銜。婚后，特丝與婚前所生的兒子加布里埃爾允許姓盧森堡王室的姓氏。2007年9月，她诞下第二名儿子諾亞。2009年盧森堡国庆节期间，特丝和两名儿子正式获得了卢森堡王室头衔。
2017年1月，王室公布特丝和路易王子离婚的消息。两人在2019年正式离婚，特丝失去王室头衔但能使用王室姓氏德·拿騷（de Nassau）。她和两名儿子离婚后主要居住在英国伦敦。
2020年12月31日，特絲·安東尼-德·拿騷在社交媒體上宣布與瑞士商人法蘭克·弗洛塞爾訂婚。
2021年2月24日，她和弗洛塞爾通過Instagram宣布已懷孕，他們期待共同的第一個孩子。這將是特絲的第三名和法蘭克的第二名孩子。
2021年7月23日，特絲·安東尼-德·拿騷在蘇黎世與瑞士商人法蘭克·弗洛塞爾登記結婚。她於2021年8月26日在蘇黎世的赫斯蘭登診所生下了兒子西奧多·弗蘭克·弗洛塞爾 (Theodor Frank Floessel)。他是安東尼·德·拿騷的第三個孩子，也是弗洛塞爾的第二個孩子（他有一個女兒朱莉婭）。

## 头衔
- 1985年10月28日 – 2006年9月29日：特絲·安東尼小姐（Miss Tessy Antony）
- 2006年9月29日 – 2009年6月23日：特絲·德·拿騷女士（Ms.  Tessy de Nassau）
- 2009年6月23日 – 2019年9月1日：盧森堡特絲王妃、拿騷王妃、波旁-帕尔马王妃殿下（HRH Princess Tessy of Luxembourg, Princess of Nassau, Princess of Bourbon-Parma）
- 2019年9月1日 – 至今：特絲·安東尼-德·拿騷女士（Ms.  Tessy Antony-de Nassau）

### 榮譽
- 盧森堡
  -  拿騷的阿道夫大十字勳章（英语：Order of Adolphe of Nassau）（Dame Grand Cross of the Order of Adolphe of Nassau）

#### 名譽學位
- 法國 巴黎藝術學院（英语：Paris College of Art）榮譽美術博士（英语：Doctor of Fine Arts）（2019年5月16日）